# نصرت‌الله نیک‌روش
نصرت‌الله نیک‌روش (۱۳۱۷ در هرسین - ) شاعر، داستان‌نویس و پژوهشگر ادبی است.

## زندگی
نصرت‌الله نیکروش در سال ۱۳۱۷ در شهر هرسین در استان کرمانشاه به دنیا آمد. تحصیلات خود را تا مقطع دیپلم در شهر کرمانشاه ادامه داد. پس از دریافت دیپلم طبیعی به عنوان معلم در آموزش و پرورش مشغول کار شد. پس مدتی تصمیم به ادامه تحصیل گرفت و به تهران رفت. او ابتدا مدرک کاردانی ادبیات دریافت کرد،‌ سپس تحصیلات خود را در رشتۀ‌ علوم سیاسی در مقاطع کارشناسی و کارشناسی ارشد ادامه داد. نیک‌روش در نهایت در مقطع دکترا در رشتۀ‌ حقوق بین‌الملل فارغ‌التحصیل شد. او از دوران جوانی در تهران ساکن شد و ضمن حفظ ارتباط با انجمن‌های ادبی کرمانشاه مانند انجمن سخن، در آن شهر به تدریس و نیز ادامۀ‌ فعالیت‌های ادبی مشغول شد. نیک‌روش از سال ۱۳۳۶ به تدریس مشغول است.
نصرت‌الله نیک‌روش همچنین فیلمنامۀ فیلم پویانمایی «سرودخوان یگانگی» را با موضوع زندگی ابوالقاسم فردوسی نوشته‌است که به کارگردانی علی قنبری در مرکز پویانمایی صبا ساخته شده‌است.

## آثار

### شعر
- ن‍ی‍ک‍روش‌، ن‍ص‍رت‌ال‍ل‍ه‌، ات‍ح‍اد ش‍ب‍ن‍م‌ و س‍ی‍ل‌ ان‍ق‍لاب‌، ت‍ه‍ران‌: فتح‏‫، ۱۳۵۸.
- نی‍ک‍روش‌، ن‍ص‍رت‌ال‍ل‍ه‌، دادگ‍اه‌ ش‍اه‌: ان‍ق‍لاب‍ی‌ت‍ری‍ن‌ دادگ‍اه‌ ت‍اری‍خ‌ ب‍ش‍ری‍ت‌، ت‍ه‍ران‌: فتح‏‫، ۱۳۵۸.
- نی‍ک‍روش‌، ن‍ص‍رت‌ال‍ل‍ه‌، خوان نهم رستم،‌ با مقدمۀ حسین وحیدی، تهران: نصرت‌الله نیکروش‏‫، ۱۳۹۱.
- ن‍ی‍ک‍روش‌، ن‍ص‍رت‌ال‍ل‍ه‌، سرودهای زرتشت: برگردان گاتاها به شعر فارسی، تهران: فرادید، ۱۳۹۴.
- ن‍ی‍ک‍روش‌، ن‍ص‍رت‌ال‍ل‍ه‌، شور حق، تهران: وزارت آموزش و پرورش،معاونت پرورشی، موسسه فرهنگی منادی تربیت، ‏‫۱۳۸۹.

### داستان
- نی‍ک‍روش‌، ن‍ص‍رت‌ال‍ل‍ه‌، اف‍س‍وس‌ ک‍ه‌ دی‍ر ش‍د، ت‍ه‍ران‌: آل‍م‍ا، ۱۳۸۱.
- نی‍ک‍روش‌، ن‍ص‍رت‌ال‍ل‍ه‌، او - ت‍وی‍ی‌، ت‍ه‍ران‌: بی‌تا.
- ن‍ی‍ک‌روش‌، ن‍ص‍رت‌ال‍ل‍ه‌، ب‍اب‍ام‌ خ‍روس‍ی‌ م‍رد ب‍ود، ت‍ه‍ران‌: پ‍دی‍ده‌ (قم: صراط‏‫)، ۱۳۵۰.
- ن‍ی‍ک‍روش‌، ن‍ص‍رت‌ال‍ل‍ه‌، شوق وصال، تهران: نصرت‌الله نیکروش، ‏‫۱۳۹۳.
- ن‍ی‍ک‍روش‌، ن‍ص‍رت‌ال‍ل‍ه‌، عمو سبزی‌فروش: سی و یک داستان طنز، تهران: پرسمان‏‫، ۱۳۹۴.
- ن‍ی‍ک‍روش‌، ن‍ص‍رت‌ال‍ل‍ه‌، عشقت رسد به فریاد، تهران: پرسمان‏‫، ۱۳۹۸.
- ی‍ک‍روش‌، ن‍ص‍رت‌ال‍ل‍ه‌، مریام‏‫، تهران: ابتکار نو‏‫‬، ۱۳۸۷.

### نقد ادبی و مقالات
- ن‍ی‍ک‍روش‌، ن‍ص‍رت‌ال‍ل‍ه‌، ب‍ررس‍ی‌ ش‍ع‍ر و ادب‌ ف‍ارس‍ی‌ ت‍ا ن‍وی‍ن‌: ش‍ام‍ل‌ ن‍گ‍رش‍ی‌ ب‍ه‌ اش‍ع‍ار ش‍اع‍ران‌ ق‍دی‍م‌ ت‍ا ج‍دی‍د، ب‍ررس‍ی‌ ت‍ح‍ول‌ س‍ب‍ک‍‌ه‍ای‌ ش‍ع‍ری‌، ب‍ررس‍ی‌ ع‍ل‍ل‌ ت‍ح‍ول‌ ش‍ع‍ری‌، ت‍ه‍ران‌: ف‍ره‍خ‍ت‌، ۱۳۷۷.
- ن‍ی‍ک‍روش‌، ن‍ص‍رت‌ال‍ل‍ه‌، ف‍ره‍ن‍گ‌ م‍س‍خ‌ ش‍ده‌، بی‌جا: انتشارات الفتح‏‫، ۱۳۵۴؛ وی‍رای‍ش‌ دوم، ت‍ه‍ران‌: ن‍ش‍ر ت‍ن‍دی‍س‌، ۱۳۷۹.
- نیک‌روش،‌ نصرت‌الله. نقدی بر دانشنامۀ منظوم ایران سرودۀ پروفسور سید حسن امین،‌ در مجلۀ‌ حافظ، شمارۀ ۹۵، تیر ۱۳۹۱، صص ۷۶-۷۰.
- نیک‌روش،‌ نصرت‌الله. نقد و نظری بر دیوان قصاید امین،‌ در مجلۀ‌ حافظ، شمارۀ ۱۰۲، خرداد ۱۳۹۲، صص ۳۴-۳۰.

### کمک درسی
- ن‍ی‍ک‍روش‌، ن‍ص‍رت‌ال‍ل‍ه‌، ادب‍ی‍ات‌ ف‍ارس‍ی‌ ن‍ظام‌ ج‍دی‍د و پ‍ی‍ش‌دان‍ش‍گ‍اه‍ی‌: ۲۲۰۰۰ ن‍ک‍ت‍ه‌، پ‍رس‍ش‌ و پ‍اس‍خ‌ ت‍ش‍ری‍ح‍ی‌، ت‍ه‍ران‌: ک‍ان‍ون‌ گ‍س‍ت‍رش‌ ع‍ل‍وم‌، آل‍م‍ا، ف‍ره‍خ‍ت‌، ۱۳۸۰.
- ن‍ی‍ک‌روش‌، ن‍ص‍رت‌ال‍ل‍ه‌، م‍ج‍م‍وع‍ۀ طب‍ق‍ه‌ب‍ن‍دی‌ش‍ده‌ و اس‍ت‍ان‍دارد آم‍وزش‌، ن‍ک‍ت‍ه‌ و س‍ن‍ج‍ش‌، ادب‍ی‍ات‌ ف‍ارس‍ی‌ و آی‍ی‍ن‌ ن‍گ‍ارش‌ ۶ .۵ .۴ .۳ .۲ .۱ و (۱ و ۲) پ‍ی‍ش‌دان‍ش‍گ‍اه‍ی‌، ت‍ه‍ران‌: م‍ؤس‍س‍ۀ ف‍ره‍ن‍گ‍ی‌ ان‍ت‍ش‍ارات‍ی‌، ک‍ان‍ون‌ گ‍س‍ت‍رش‌ ع‍ل‍وم‌، ۱۳۷۹.
- ن‍ی‍ک‍روش‌، ن‍ص‍رت‌ال‍ل‍ه‌، م‍ج‍م‍وع‍ۀ طب‍ق‍ه‌ب‍ن‍دی‌ش‍ده‌ و اس‍ت‍ان‍دارد آم‍وزش‌، ن‍ک‍ت‍ه‌ و س‍ن‍ج‍ش‌، ادب‍ی‍ات‌ (۱ و ۲) پ‍ی‍ش‌دان‍ش‍گ‍اه‍ی‌، ت‍ه‍ران‌: م‍ؤس‍س‍ۀ ف‍ره‍ن‍گ‍ی‌ ان‍ت‍ش‍ارات‍ی‌ ک‍ان‍ون‌ گ‍س‍ت‍رش‌ ع‍ل‍وم‌، ۱۳۸۰.
- ن‍ی‍ک‍روش‌، ن‍ص‍رت‌ال‍ل‍ه‌، م‍ج‍م‍وع‍ۀ طب‍ق‍ه‌ب‍ن‍دی‌ش‍ده‌ آم‍وزش‌ ادب‍ی‍ات‌ و زب‍ان‌ ف‍ارس‍ی‌ دوره‌ دب‍ی‍رس‍ت‍ان‌ ۶ ن‍ی‍م‌ س‍ال‌ ن‍ظام‌ ج‍دی‍د و پ‍ی‍ش‌دان‍ش‍گ‍اه‍ی‌ ۱ و ۲ (ری‍اض‍ی‌، ت‍ج‍رب‍ی‌ و ان‍س‍ان‍ی‌) ش‍ام‍ل‌ ۲۲۰۰ ... ن‍ظام‌ ج‍دی‍د و ق‍دی‍م‌، ت‍ه‍ران‌: م‍ؤس‍س‍ۀ ف‍ره‍ن‍گ‍ی‌ ان‍ت‍ش‍ارات‍ی‌ ک‍ان‍ون‌ گ‍س‍ت‍رش‌ ع‍ل‍وم‌، ۱۳۷۷.
- نی‍ک‍روش‌، ن‍ص‍رت‌ال‍ل‍ه‌، م‍ج‍م‍وع‍ۀ آم‍وزش‌، ن‍ک‍ت‍ه‌، س‍ن‍ج‍ش‌ ادب‍ی‍ات‌ (۳) س‍ال‌ س‍وم‌ ن‍ظام‌ ج‍دی‍د ۹۰۰ ن‍ک‍ت‍ه‌، پ‍رس‍ش‌ و پ‍اس‍خ‌ ت‍ش‍ری‍ح‍ی‌، ت‍ه‍ران‌: ک‍ان‍ون‌ گ‍س‍ت‍رش‌ ع‍ل‍وم‌، ۱۳۸۱.
- ن‍ی‍ک‍روش‌، ن‍ص‍رت‌ال‍ل‍ه‌، م‍ج‍م‍وع‍ۀ آم‍وزش‌، ن‍ک‍ت‍ه‌، س‍ن‍ج‍ش‌، ادب‍ی‍ات‌ (۲) س‍ال‌ دوم‌ ن‍ظام‌ ج‍دی‍د، ت‍ه‍ران‌: ک‍ان‍ون‌ گ‍س‍ت‍رش‌ ع‍ل‍وم‌، ۱۳۸۰.

### مقدمه و تحشیه
- عزی، سیدیحیی، بی‌دلان: مجموعه اشعار سیدیحیی عزی،‌ با مقدمۀ نصرت‌الله نیک‌روش، تهران: آذینه گل مهر، ‏‫۱۳۹۶.

## نمونه شعر
فرشید یوسفی در کتاب باغ هزار گل از نصرت‌الله نیکروش به عنوان یکی از شاعران کرمانشاه یاد کرده و دو غزل «می‌میرم و می‌خندم» و «دل»‌ را از او نقل کرده‌است.
علیرضا آیت‌اللهی از نیک‌روش به عنوان یکی از شاعران کهن‌سرا نام می‌برد که در دهۀ ۱۳۴۰ بر او تأثیر گذاشته‌است.
می‌میرم و می‌خندم
| از شادی دل هرجا می‌گویم و می‌خندم       |  | با یاد رخش گل را می‌بویم و می‌خندم   |
| دوران غم و هجران طی گشت به گرییدن     |  | وکنون که به وصلستم می‌گویم و می‌خندم |
| همراه چو او رهرو با عشق پرامیدی       |  | من راه سعادت را می‌گویم و می‌خندم    |
| بنشیند اگر گردی بر چهرۀ‌ دل در ره      |  | با اشک صفا آن را می‌شویم و می‌خندم   |
| در کعبه و بتخانه،‌ در مسجد و میخانه    |  | معشوقۀ‌ دلجو را می‌جویم و می‌خندم     |
| اندر چمن هستی با پرورشش چون گل        |  | بر شاخۀ پیروزی می‌روسم و می‌خندم     |
| «نصرت»‌ تو گهی خندی، گه گریه کنی از غم |  | من نیز چو تو گاهی می‌مویم و می‌خندم  |

دل
| به درد بی‌دوایی مبتلا دل   |  | دریغا با محبت آشنا دل      |
| به بزم عاشقان هجردیده     |  | به میخواری نشستم دوش با دل |
| شکسته سنگ دشمن جام دل را  |  | تهی شد از می صلح و صفا دل  |
| دلم در بحر غم مغروق گشته  |  | نیابد ساحل شادی چرا دل     |
| منم آن عاشق دیوانه «نصرت» |  | که شیدا آفریدندی مرا دل    |